# روت تارمو
روت تارمو (انگلیسی: Ruut Tarmo; ۲۶ آوریل ۱۸۹۶ – ۲۸ ژانویهٔ ۱۹۶۷) بازیگر و کارگردان تئاتر اهل استونی بود.